# Rörskärare

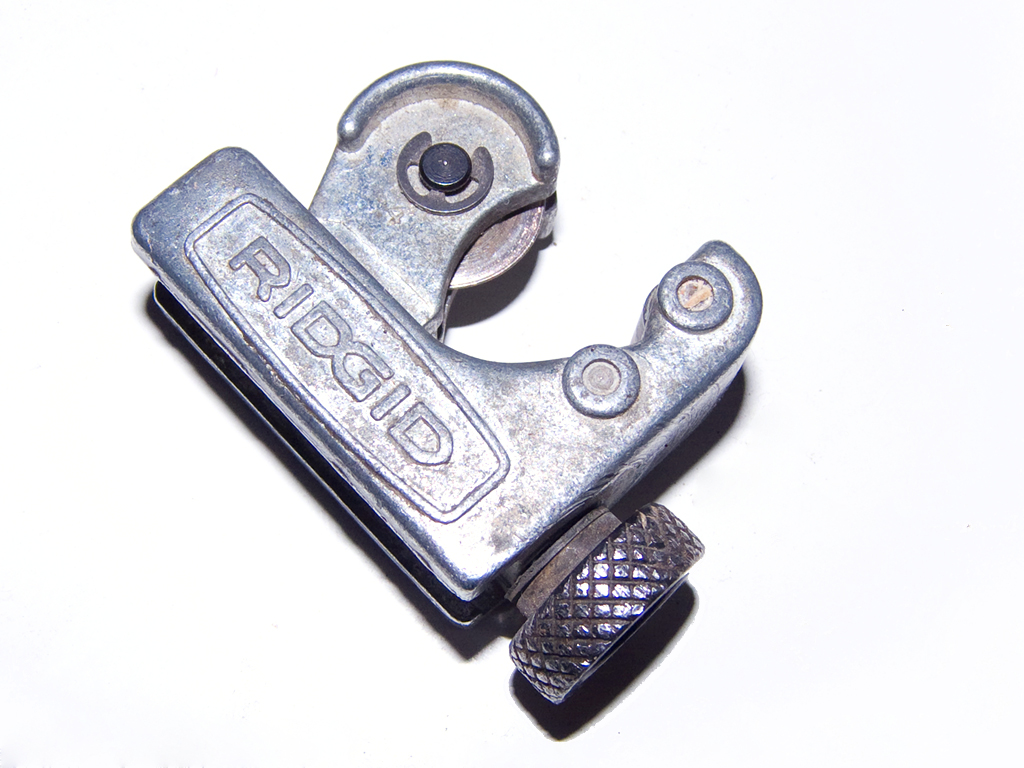
Rörskärare

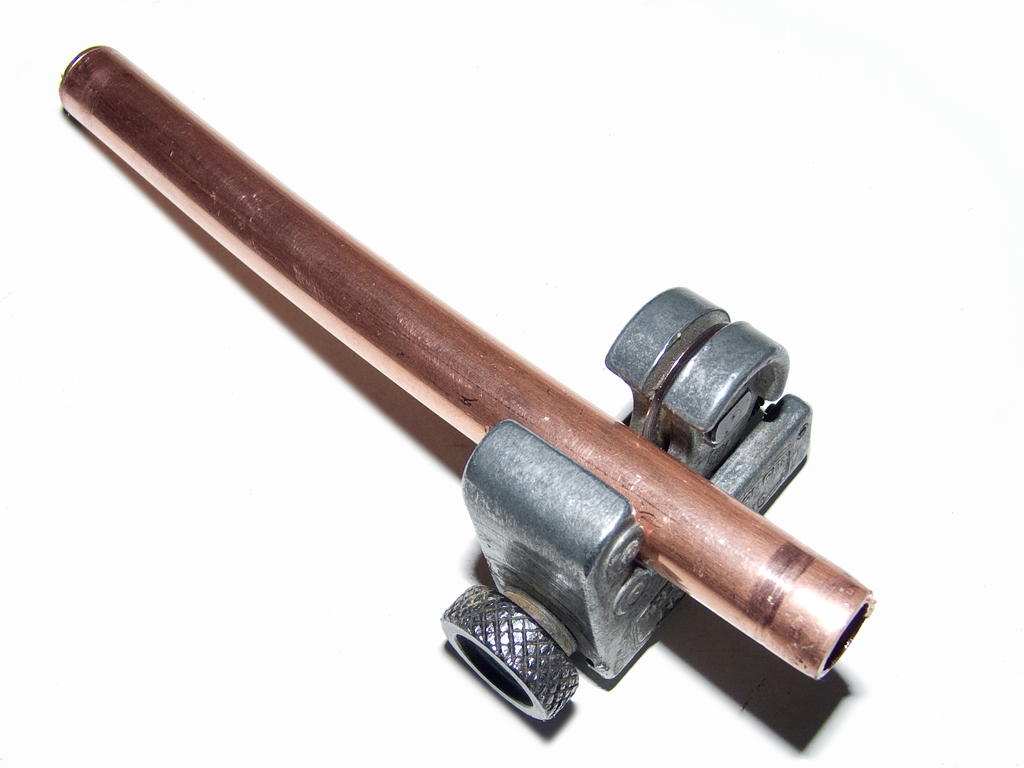
Rörskärare med ett rör

En rörskärare, ibland även känd som rörkap, är ett handverktyg som består av en justerbar arm med en eggförsedd trissa som används för att kapa av rör. Under trissan ligger två rullar och mitt emellan dessa två rullar lägger man röret. Sedan vrider man ställskruven så att trissan pressas mot röret varefter man snurrar rörskäraren runt röret några varv tills man känner att det börjar gå lättare. Därefter vrider man åt och pressar trissan ytterligare mot röret och vrider tills det går lättare o.s.v tills röret går av. Rörskärare finns i olika storlekar och lite olika utseenden men principen är densamma för alla. Rörskäraren ger ett absolut helt rakt snitt då den skär av röret vilket skulle vara mycket svårt med exempelvis en bågfil. Anledningen till att den ger ett absolut rakt snitt är att röret ligger an mot rullarna och trissan skär in i röret och på så vis kan ej röret vrida sig åt sidan eftersom trissan skär in i röret; på så vis blir rörelsen i sidled stum. En rörmokare är ett exempel på en yrkesman som använder rörskärare.